# Västra Kvarntjärnen
Västra Kvarntjärnen är en sjö i Årjängs kommun i Värmland och ingår i Göta älvs huvudavrinningsområde. Sjön är 7,2 meter djup, har en yta på 0,03 kvadratkilometer och befinner sig 129 meter över havet.